# Fluoro-pargasite
La fluoro-pargasite (simbolo IMA: Flprg) è un raro minerale del supergruppo dell'anfibolo, all'interno del quale viene collocato nel "gruppo degli anfiboli con W(OH,F,Cl)-dominante" e da lì al sottogruppo degli anfiboli di calcio dove occupa un posto nel "gruppo contenente la radice pargasite nel nome"; essendo un anfibolo, appartiene agli inosilicati e pertanto alla famiglia minerale dei "silicati", e possiede composizione chimica NaCa2(Mg4Al)(Si6Al2)O22F2.

## Etimologia e storia
Il minerale è stato scoperto in occasione di uno studio sistematico degli anfiboli presenti nella collezione del New York State Museum; un campione proveniente dalla località di Edenville, presso Warwick (contea di Orange, Stato di New York) etichettato come "orneblenda" all'analisi si è rivelato essere un analogo della pargasite contenente fluoro in sostituzione del gruppo ossidrilico (OH-).
Un minerale analogo era già stato rilevato nel 1980 ma non era stato menzionato con questo nome.
Il minerale era stato chiamato fluoropargasite in base alle regole sulla nomenclatura degli anfiboli del 1997 (IMA 1997) riferendosi all'analogia con la pargasite e al contenuto di fluoro, ma la revisione delle regole sulla nomenclatura del 2012 (IMA 2012) hanno stabilito di aggiungere un trattino per separare il prefisso dalla radice, diventando così fluoro-pargasite.
Il campione tipo è conservato presso il New York State Museum ad Albany con il numero di catalogo NYSM 338.92.

## Classificazione
La classica nona edizione della sistematica dei minerali di Strunz, aggiornata dall'Associazione Mineralogica Internazionale (IMA) fino al 2009, elenca la fluoro-pargasite con il nome fluoropargasite e la colloca nella classe "9. Silicati (germanati)" e da lì nella sottoclasse "9.D Inosilicati"; questa viene suddivisa più finemente in base alla struttura del minerale, in modo tale che la fluoro-pargasite possa essere trovata nella sezione "9.DE Inosilicati con catene doppie di periodo 2, Si4O11; clinoanfiboli" dove forma il sistema nº 9.DE.10.
Tale classificazione viene in piccola parte rivista nell'edizione successiva, proseguita dal database "mindat.org" e chiamata Classificazione Strunz-mindat, dove la fluoro-pargasite occupa i medesimi classe, sottoclasse e sezione della nona edizione, per poi venire smistata nel sistema nº 9.DE.15.
Nella Sistematica dei lapis (Lapis-Systematik) di Stefan Weiß la fluoro-pargasite si trova nella classe dei "silicati" e nella sottoclasse degli "inosilicati"; qui si trova nella sezione riservata ai minerali con struttura "[Si4O11] a due bande 6-; gruppo degli anfiboli; Ca2-anfiboli" dove forma il sistema nº VIII/F.10.
Anche la classificazione dei minerali secondo Dana, usata principalmente nel mondo anglosassone, elenca la fluoro-pargasite nella famiglia dei "silicati", qui è nella classe degli "inosilicati: catene doppie non ramificate, W=2" e nella sottoclasse degli "inosilicati: catene doppie non ramificate, configurazione anfibolo W=2" dove forma il "gruppo 2, Anfiboli di calcio" con il sistema nº 66.01.03a.

## Abito cristallino
La fluoro-pargasite cristallizza nel sistema monoclino nel gruppo spaziale C2/m (gruppo nº 12) con i parametri reticolari a = 9,8771(6) Å, b = 18,041(1) Å, c = 5,3092(3) Å e β = 105,133(1)°, oltre ad avere 2 unità di formula per cella unitaria.

## Origine e giacitura
La fluoro-pargasite proveniente da Edenville è stata trovata in un marmo risalente al Precambriano di origine metamorfica di alto grado a temperature dell'ordine degli 850 °C e pressioni fra i 4 e i 7 kbar, altri ritrovamenti sono avvenuti in zone con meccanismi di formazione analoghi. Si presenta associata ad actinolite, calcite e titanite, è presente anche la flogopite sulle facce dei cristalli e sulle superfici di sfaldatura.
Il minerale è piuttosto raro ed è stato trovato solo in pochi siti; vi sono la sua località tipo, Edenville (41.27583°N 74.41139°W) nello Stato di New York, oltre a Monroe (anch'essa nella contea newyorkese di Orange) e a Russell (contea di St. Lawrence), tutte negli Stati Uniti.
Altri luoghi sono: la penisola di Le Morne Brabant (Mauritius); Kikombo (Tanzania); Tranomaro (Madagascar); la cava di "Limberg" presso Pargas (Finlandia); nel complesso Vesuvio-monte Somma in Campania (Italia).

## Forma in cui si presenta in natura
La fluoro-pargasite è stata scoperta sotto forma di tozzi cristalli prismatici. Il minerale è da trasparente a traslucido (in frammenti molto sottili) con colore nero, mentre il colore del suo striscio è da grigio a grigio verdastro.

## Caratteristiche ottiche
La fluoro-pargasite non presenta fluorescenza ai raggi ultravioletti sia ad onda corta che lunga, presenta invece un forte pleocroismo con X da incolore a marrone chiaro, Y marrone chiaro e Z marrone.